# Associação Esportiva Internacional
A Associação Esportiva Internacional foi um clube de futebol sediado em Santa Bárbara d'Oeste, interior do estado de São Paulo. Fundado em 3 de março de 1947, ficou conhecido como "Ferro Velho" e participou de campeonatos amadores da Liga Barbarense de Futebol e da quarta divisão profissional entre 1965 e 1968. Foi dissolvido em 1972.